# Ernst Wide
Ernst Theodor Wide, född 9 november 1888 i Johannes församling i Stockholm, död 8 april 1950 i Adolf Fredriks församling i Stockholm, var en svensk medel- och långdistanslöpare som tävlade för IK Göta. Han utsågs 1928 till Stor grabb nummer 12 i friidrott.
Civilt arbetade han som pappershandlare i Stockholm.

## Idrottskarriär
1908 presterade Ernst Wide tiden 2:09,0 på 880 yards. Det är dock oklart om detta kan räknas som ett tidigt svenskt rekord.
Den 1 september 1909 vid SM i Göteborg vann Wide guld på 800 meter och förbättrade samtidigt Evert Björns svenska rekord från juni samma år till 1:58,8. Han vann även guld på 1 500 meter (4:08,8). Detta år vann han också Dicksonpokalen, liksom han gjorde 1910 t.o.m. 1914.
Den 15 juni 1910 förbättrade han i Stockholm Edward Dahls svenska rekord på 1 500 meter från 1908 (4:09,6) till 4:02,7. Den 27 augusti 1910, åter på SM, förbättrade han sitt rekord på 800 meter ytterligare, till 1:58,2 (rekordet slogs 1911 av Evert Björn). Även på 1 500 meter vann Wide guld (4:05,1). Han vann även det böhmiska mästerskapet på 1 engelsk mil detta år samt det österrikiska mästerskapet på 1 500 meter. 1910 satte han även svenskt rekord på 880 yards (1:56,4). Detta fick han behålla till 1923 då Sven Lundgren slog det med tiden 1:55,6.
Även 1911 vann Wide åter SM-guld både på 800 meter (2:04,8) och 1 500 meter (4:10,4).
Vid OS i Stockholm 1912 kom Wide den 10 juli femma på 1 500 meter individuellt (tid 3:57,6 vilket betydde en förbättring av det egna svenska rekordet - han behöll det till 1917 då John Zander slog det) och var även med i det svenska laget som vann silvermedaljen i laglöpning 3 000 meter (de andra var Thorild Olsson, Bror Fock, John Zander och Nils Frykberg) - Wide kom i loppet i mål som fjärde man på 8:46,2. Vid SM detta år vann han endast 1 500 meter (4:14,3).
1913 var han bosatt i London och vann då det engelska mästerskapet på 880 yards. Detta år löpte han även 440 yards på 49,8 (förste svensk under 50 sek på 400 m och 440 yards), men tiden godkändes inte som svenskt rekord.
Wide lyckades vid SM 1914 en sista gång vinna både 800 meter (2:09,8) och 1 500 meter (4:20,8). Vid de Baltiska Spelen 1914 vann han 800 meter och 1 500 meter och deltog också i det segrande laget på 4x400 meter.